# Корогово
Корого́во (рос. Корогово) — присілок у складі Афанасьєвського району Кіровської області, Росія. Входить до складу Бісеровського сільського поселення.
Населення становить 3 особи (2010, 7 у 2002).
Національний склад станом на 2002 рік — росіяни 100 %.